# Aglossosia pallidula
Aglossosia pallidula là một loài bướm đêm thuộc phân họ Arctiinae, họ Erebidae.